# Пол Стренд
Пол Стренд (англ. Paul Strand, *16 жовтня 1890 — 31 березня 1976) — американський фотограф, оператор, режисер, один зі сподвижників фотографії як мистецтва.

## Життєпис

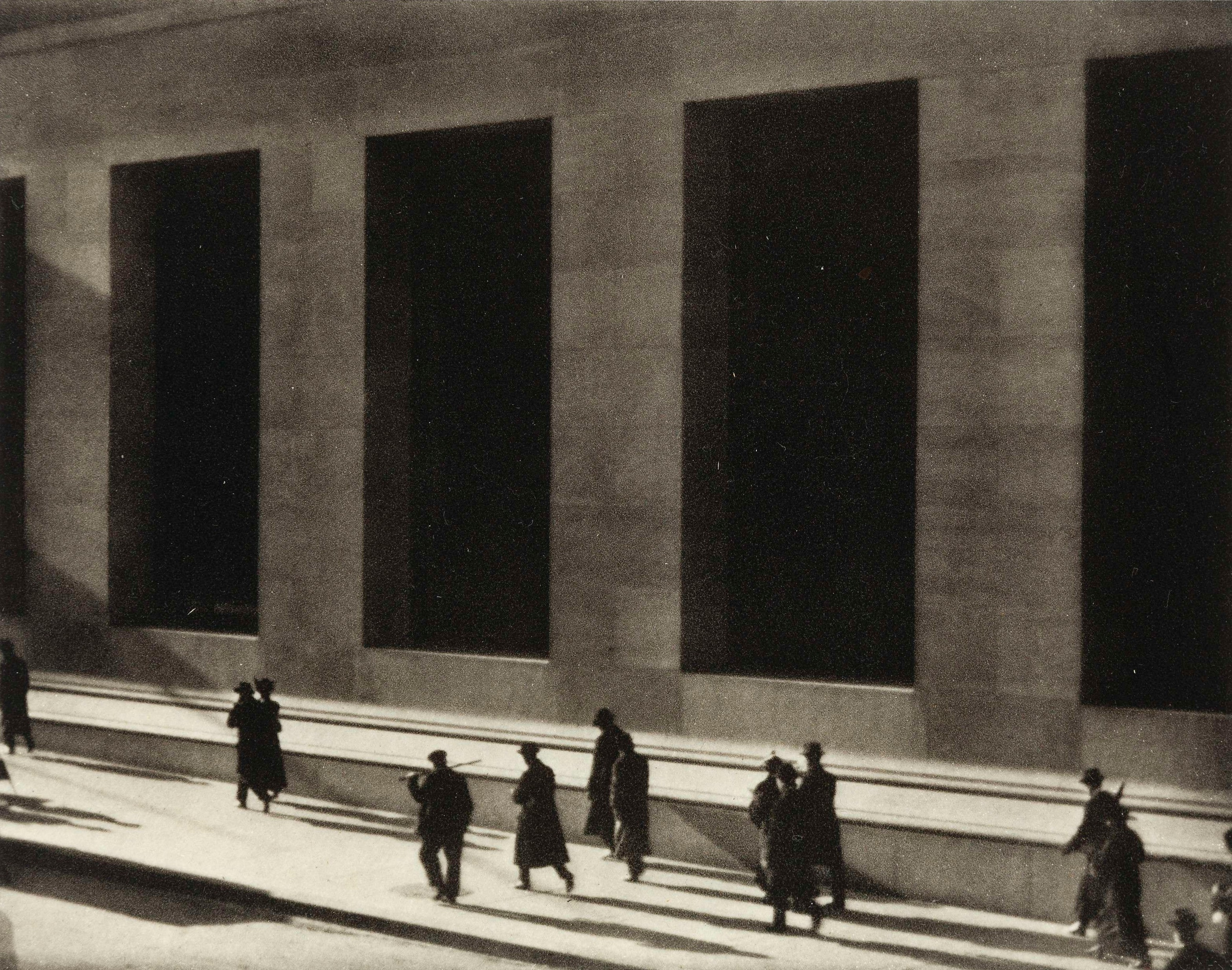
Пол Стренд. Волл-стріт (1915)

Відомий ранніми абстрактними фотографіями і документальними стрічками Manhetta та The Wave (інша назва Redes).
У 1949 відвідав Міжнародний кінофестиваль у Карлових Варах в Чехословаччині, після чого вже не повернувся до США через політику Маккартизму.
Пол Стренд ніколи не входив до Комуністичної партії, хоча багато його друзів були комуністами і соціалістами.
Решту життя прожив у вигнанні у Франції де повернувся до фотографії. У цей час створив одні з найвидатніших робіт, які побачили світ у вигляді шести альбомів: Time in New England (1950), La France de Profil (1952), Un Paese (1955), Tir a'Mhurain / Outer Hebrides (1962), Living Egypt (1969) та Ghana: an African portrait (1976).